# Puffy
Pour les articles homonymes, voir Puffy (homonymie).
Puffy est la mascotte du système d'exploitation OpenBSD. C’est un diodon connu pour contenir une toxine mortelle, la tétrodotoxine, qui est employé pour signifier l'intention des concepteurs de faire un système d'exploitation particulièrement dur à attaquer.
Son nom provient de l’anglais puffer fish qui signifie « diodon ».
Puffy est aussi la mascotte des projets dérivant d'OpenBSD : OpenSSH, OpenNTPD, OpenCVS, OpenOSPFD et OpenBGPD. Puffy a été choisi en raison de l'algorithme blowfish utilisé dans OpenSSH et l'image fortement défensive d’un diodon. Il est rapidement devenu très populaire, principalement en raison de l'image mignonne des poissons et sa distinction de beastie utilisé par FreeBSD, la horde de démons alors utilisée par NetBSD, et Tux, le célèbre Linuxien manchot.